# Hrabstwo Macomb

Piramida wieku hrabstwa

Hrabstwo Macomb (ang. Macomb County) – hrabstwo w stanie Michigan w USA. Centrum administracyjnym hrabstwa jest miasto Mount Clemens. W roku 2000 populacja hrabstwa wynosiła około 788 tys. Hrabstwo ma powierzchnię 1476 km², z czego 1244 km² to powierzchnia lądowa, a pozostałe 231 km² to powierzchnia wodna (rzeki, jeziora).

## Hrabstwo graniczy
- od wschodu – z hrabstwem Oakland
- od południa – z hrabstwem Wayne
- od północnego wschodu – z hrabstwem St. Clair
- od północnego zachodu – z hrabstwem Lapeer

## Miasta
- Center Line
- Eastpointe
- Fraser
- Grosse Pointe Shores
- Memphis
- Mount Clemens
- New Baltimore
- Richmond
- Roseville
- St. Clair Shores
- Sterling Heights
- Utica
- Warren

## Wioski
- Armada
- New Haven
- Romeo